# Kagu
Kagu (Rhynochetos jubatus) – gatunek ptaka zamieszkującego Nową Kaledonię, będącego jedynym przedstawicielem rodziny kagu (Rhynochetidae) z rzędu słonecznicowych (Eurypygiformes). Uważany jest za bardzo stary gatunek, najbliżej spokrewniony z występującą w międzyzwrotnikowej strefie Ameryk słonecznicą, z którą został sklasyfikowany w odrębny rząd. Jest zagrożony wyginięciem. Nie wyróżnia się podgatunków.

## Morfologia

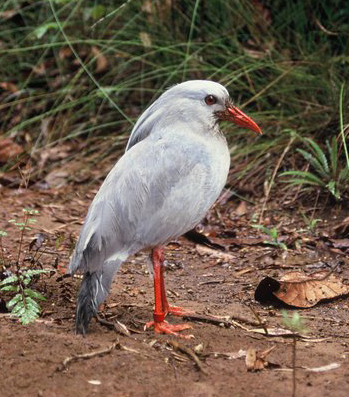
Kagu nie potrafi aktywnie latać, posługuje się tylko lotem ślizgowym

Ubarwienie kagu jest koloru bladoszarego. Posiada ozdobny, luźno spływający z tyłu głowy czub. Nogi i dziób dość długie i silne, koloru czerwonego. Osiąga rozmiar 55 centymetrów i może ważyć nawet kilogram.

## Występowanie i środowisko
Kagu występuje wyłącznie na wyspie Nowej Kaledonii. Jest ptakiem leśnym, prowadzi naziemny i nocny tryb życia. Jego liczebność znacząco spadła z powodu wyniszczenia dużej części lasów na wyspie, które zostały wycięte pod uprawy rolne oraz odkrywkowe kopalnie niklu. Obecnie ptaki te żyją w kilku niedostępnych górskich kotlinach.

## Pożywienie
Kagu odżywia się wyłącznie pokarmem zwierzęcym. Poluje na jaszczurki, owady, pająki, ślimaki, a także stonogi, również te, które ze względu na swoją toksyczną wydzielinę nie nadają się na pożywienie dla innych zwierząt. Pożywienia szuka, grzebiąc dziobem w ściółce leśnej i glebie. Wydala także wypluwki zawierające niestrawione muszle czy kości.

## Rozmnażanie

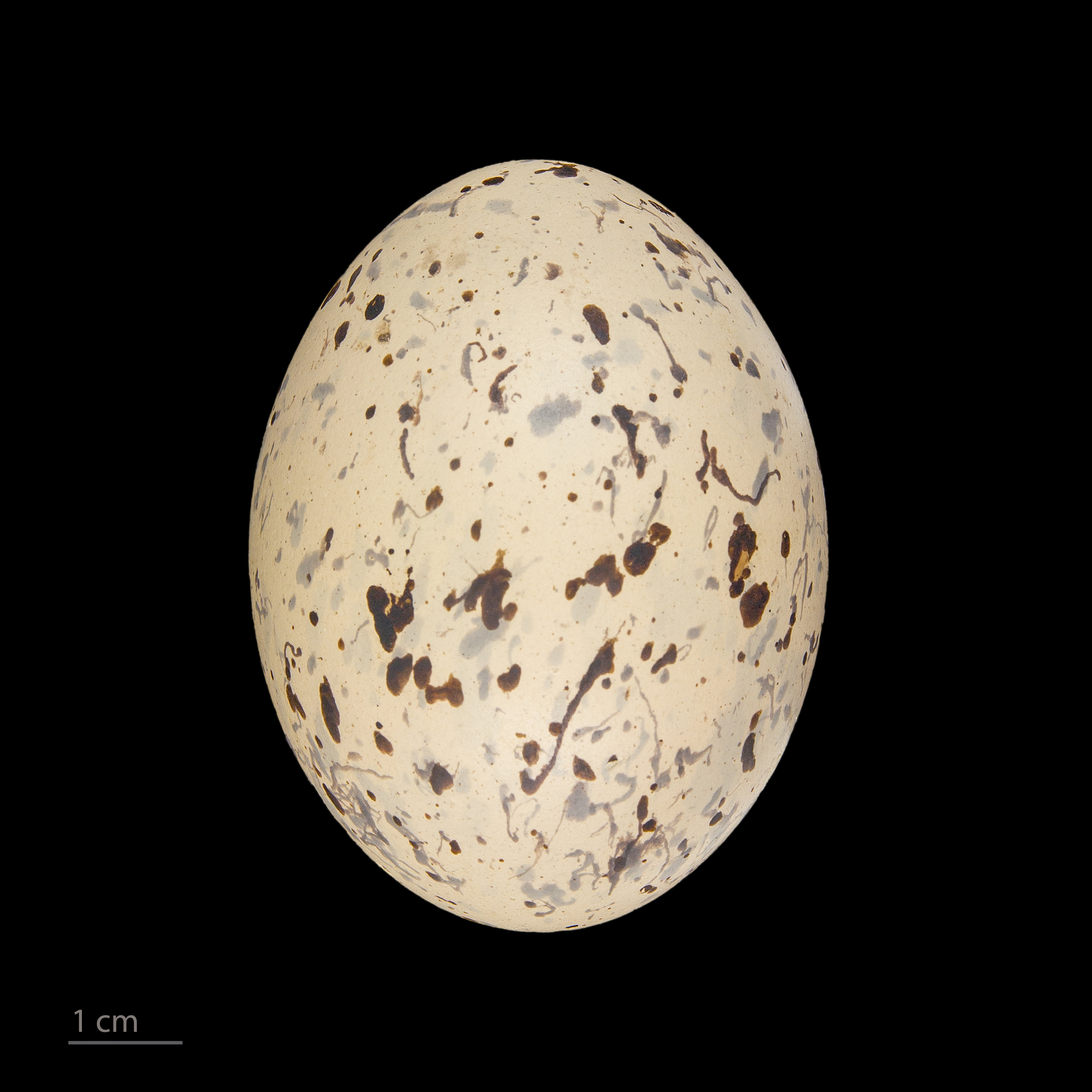
Jajo z kolekcji muzealnej

Kagu są ptakami monogamicznymi i tworzą stałe pary na całe życie. Mimo tego za każdym razem w porze godowej samiec i samica odbywają złożone zaloty: trzymając się dziobem za ogon lub skrzydło para wiruje wokół siebie. Podobnie jak żurawie wykonują również w duecie skomplikowane i głośne trele godowe. Para zajmuje obszar o średniej powierzchni 20 hektarów, którego zazdrośnie bronią przed innymi ptakami. Budują naziemne gniazda, jest to w zasadzie prowizoryczny dołek w ziemi wyściełany opadłymi liśćmi, w których samica między czerwcem a grudniem składa jedno jajo o rozmiarach 4,5 × 6,2 cm. Jajo jest wysiadywane przez samicę i samca przez 35 dni. Po wykluciu się pisklę ma szarobrązowy puch, który umożliwia mu kamuflowanie się wśród opadłych liści. Pisklak pozostaje w gnieździe przez 3 dni, a później zaczyna wędrować za rodzicami po lesie. W tym czasie nie umie samo zdobywać pożywienia i jest dokarmiane przez rodziców. Pozostaje pod ich opieką przez 14 tygodni. Później młode osobniki stają się niezależne, ale często pozostają na terytorium rodziców i pomagają im w dokarmianiu piskląt z późniejszych lęgów. Niektóre kagu pozostają na terytorium rodziców nawet do sześciu lat, nim znajdą partnera i założą własne gniazdo. Jaja oraz młode stały się łatwym łupem dla sprowadzonych na wyspę psów, kotów, świń oraz szczurów.

## Długość życia
Przeciętna długość życia kagu wynosi 15 lat. Maksymalnie może dożyć nawet 30 lat.

## Status
Międzynarodowa Unia Ochrony Przyrody (IUCN) uznaje kagu za gatunek zagrożony (EN – Endangered) nieprzerwanie od 1994 roku. Liczebność populacji szacuje się na 250–999 dorosłych osobników. Trend liczebności populacji jest spadkowy głównie ze względu na drapieżnictwo bezpańskich psów. W ostatnich latach podejmuje się intensywne działania na rzecz ochrony kagu, m.in. od 1978 roku prowadzi się rozmnażanie w niewoli, a potem reintrodukuje ptaki na tereny chronione. Gatunek ten jest wymieniony w załączniku I konwencji CITES.